# Оберляйхтерсбах
Оберляйхтерсбах (нім. Oberleichtersbach) — громада в Німеччині, розташована в землі Баварія. Підпорядковується адміністративному округу Нижня Франконія. Входить до складу району Бад-Кіссінген. Складова частина об'єднання громад Бад-Брюккенау.
Площа — 27,60 км2. Населення становить 2084 ос. (станом на 31 грудня 2020).